# Běhařov
Běhařov är en ort i Tjeckien.   Den ligger i regionen Plzeň, i den västra delen av landet, 120 km sydväst om huvudstaden Prag. Běhařov ligger 494 meter över havet och antalet invånare är 156.
Terrängen runt Běhařov är huvudsakligen kuperad, men åt nordost är den platt.Runt Běhařov är det mycket glesbefolkat, med 6 invånare per kvadratkilometer. Närmaste större samhälle är Klatovy, 11,3 km nordost om Běhařov. I omgivningarna runt Běhařov växer i huvudsak blandskog.

## Galleri

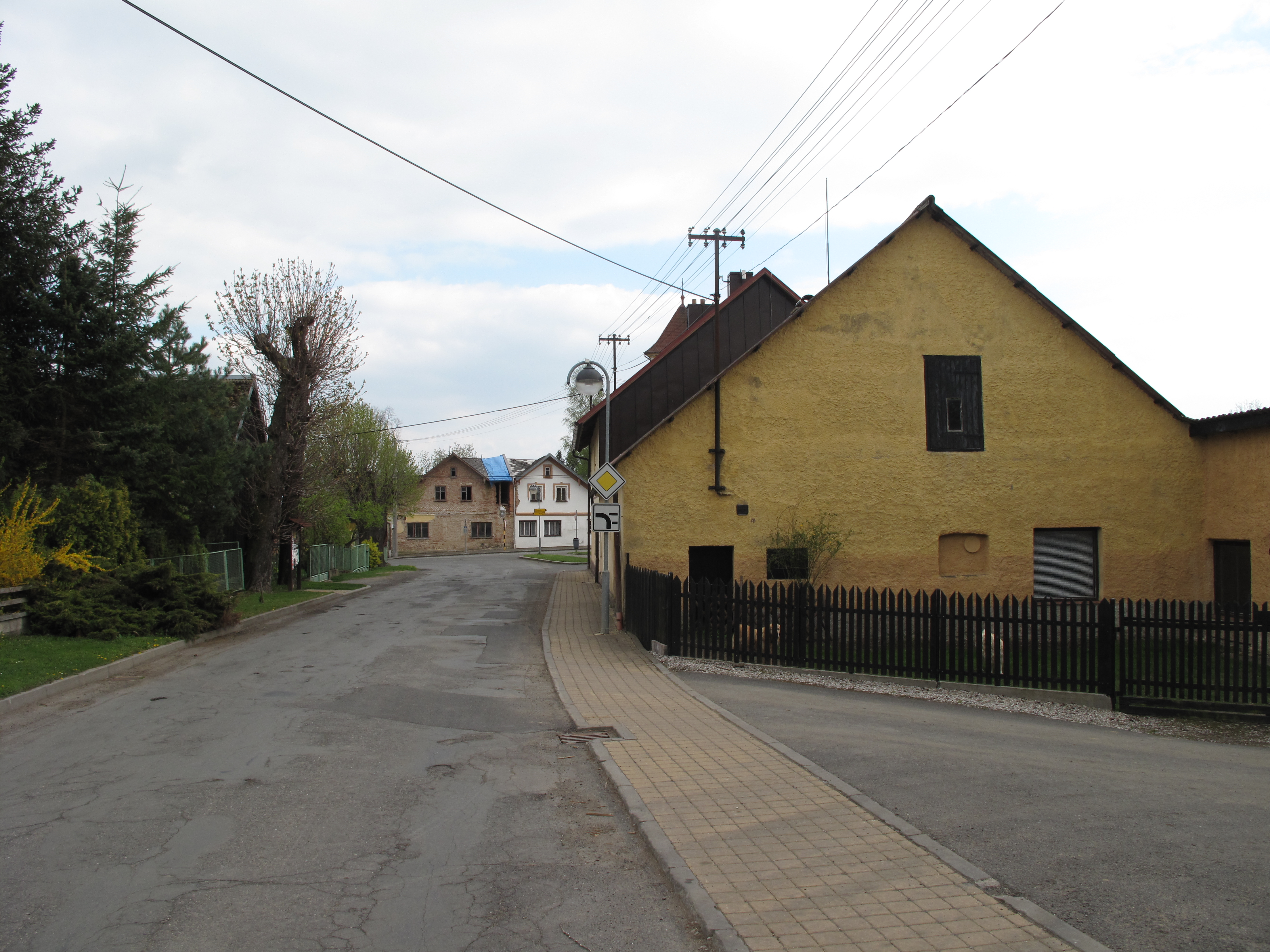
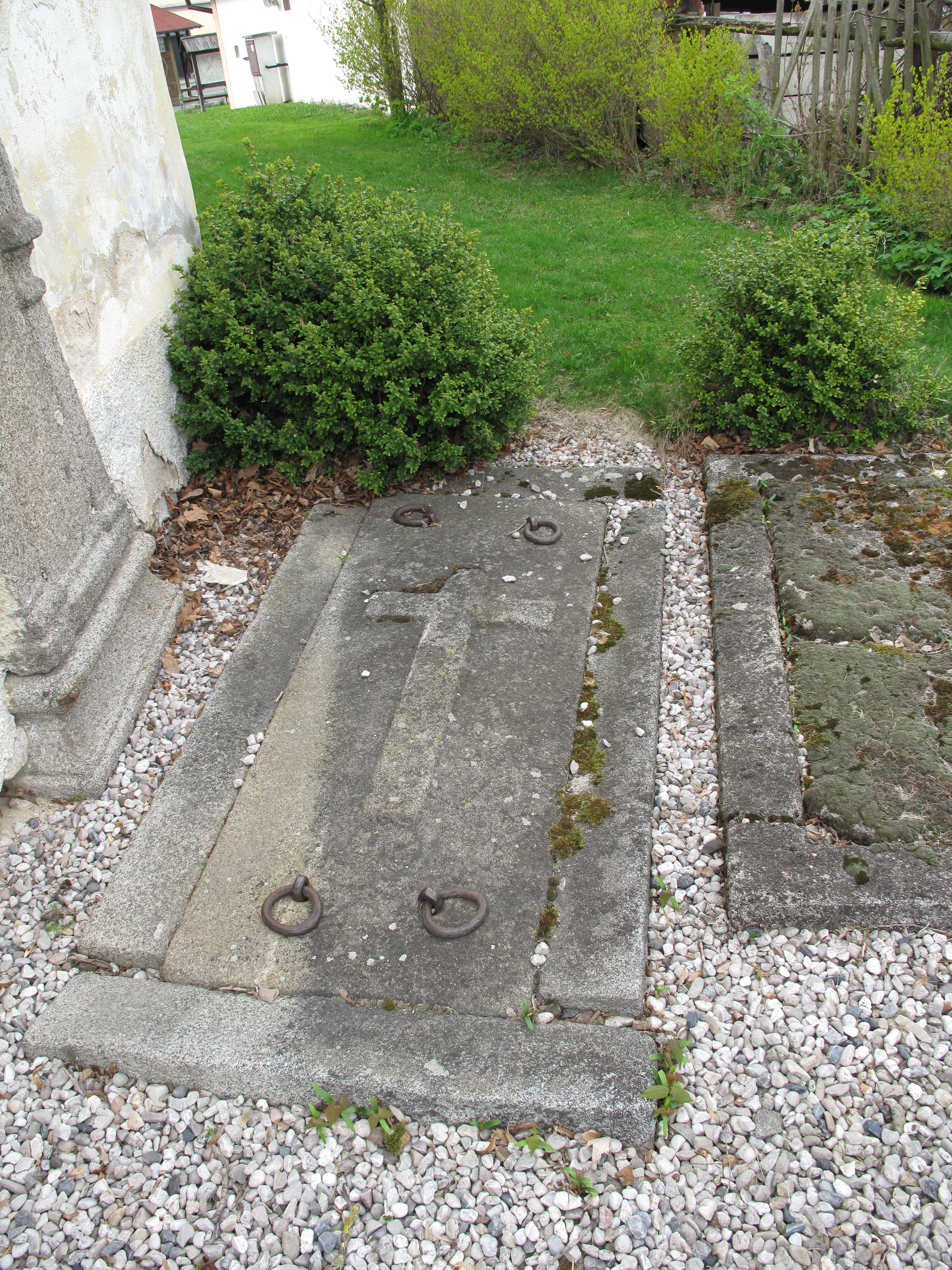
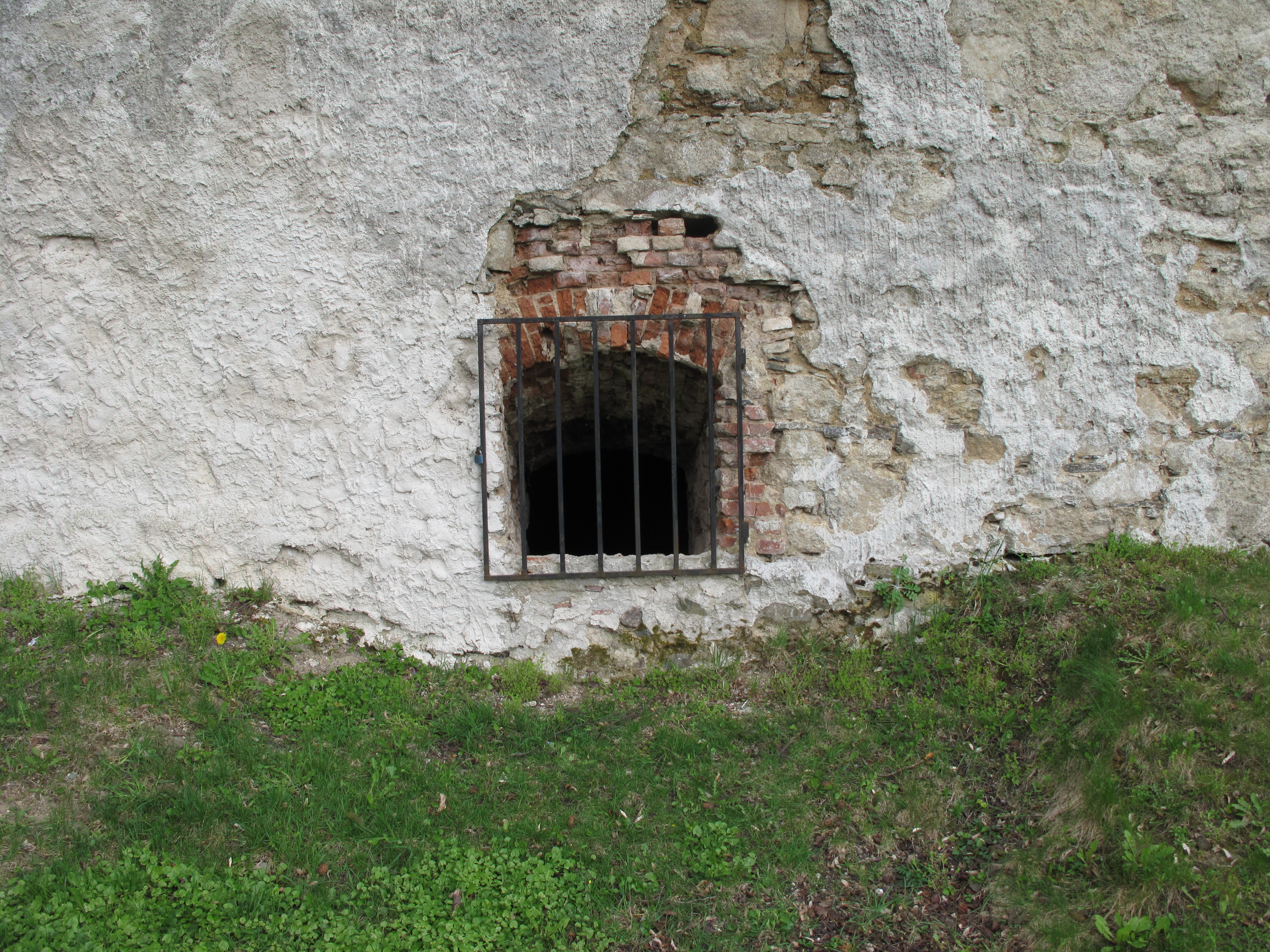